# 尖頭擬鮋
尖頭擬鮋（学名：Scorpaenopsis oxycephala）为輻鰭魚綱鮋形目鮋亞目鮋科擬鮋屬下的一个种。俗名尖頭石狗公、石獅子、虎魚、石崇、石狗公、沙薑虎、石降、過溝仔、臭頭格仔，為熱帶海水魚，分布印度西太平洋紅海、南非至馬里亞納群島，北起台灣，南迄密克羅尼西亞海域，棲息深度1-250公尺，體長可達36公分，棲息在珊瑚礁、岩礁底層水域，生活習性不明，具有毒性。

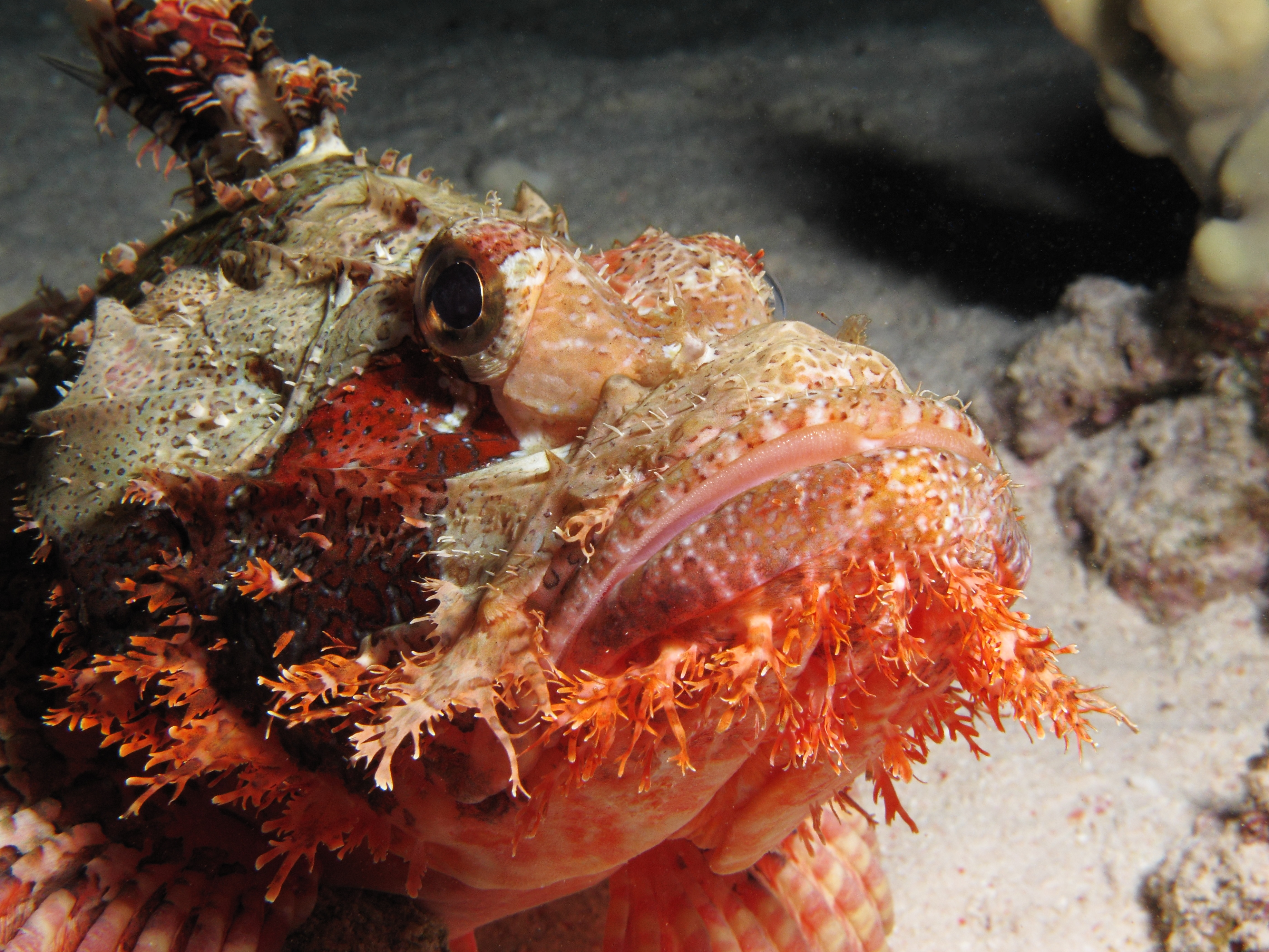
Tassled beard of S. oxycephala (Red Sea, Egypt)
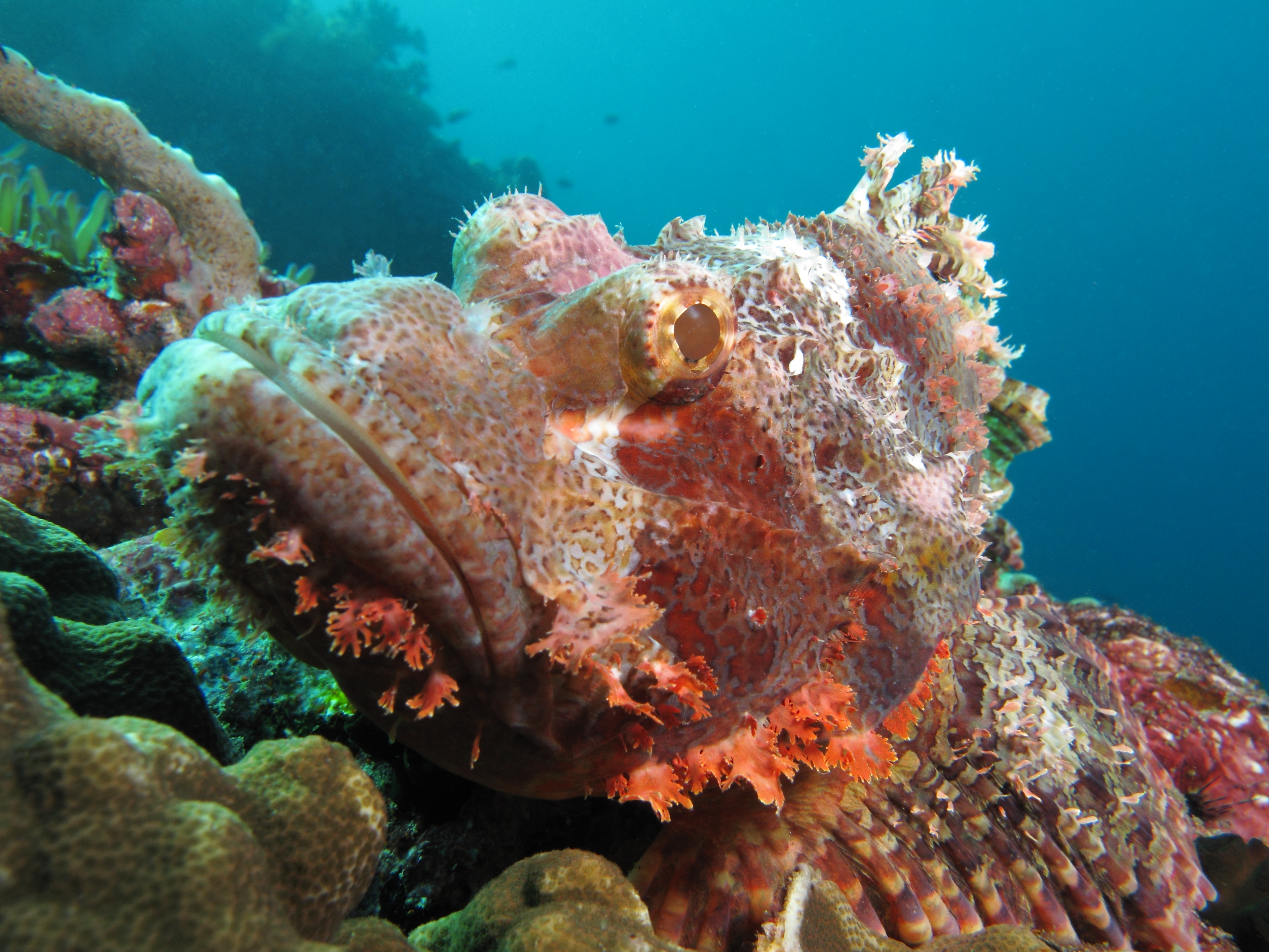
Side view of S. oxycephala (Komodo, Indonesia)
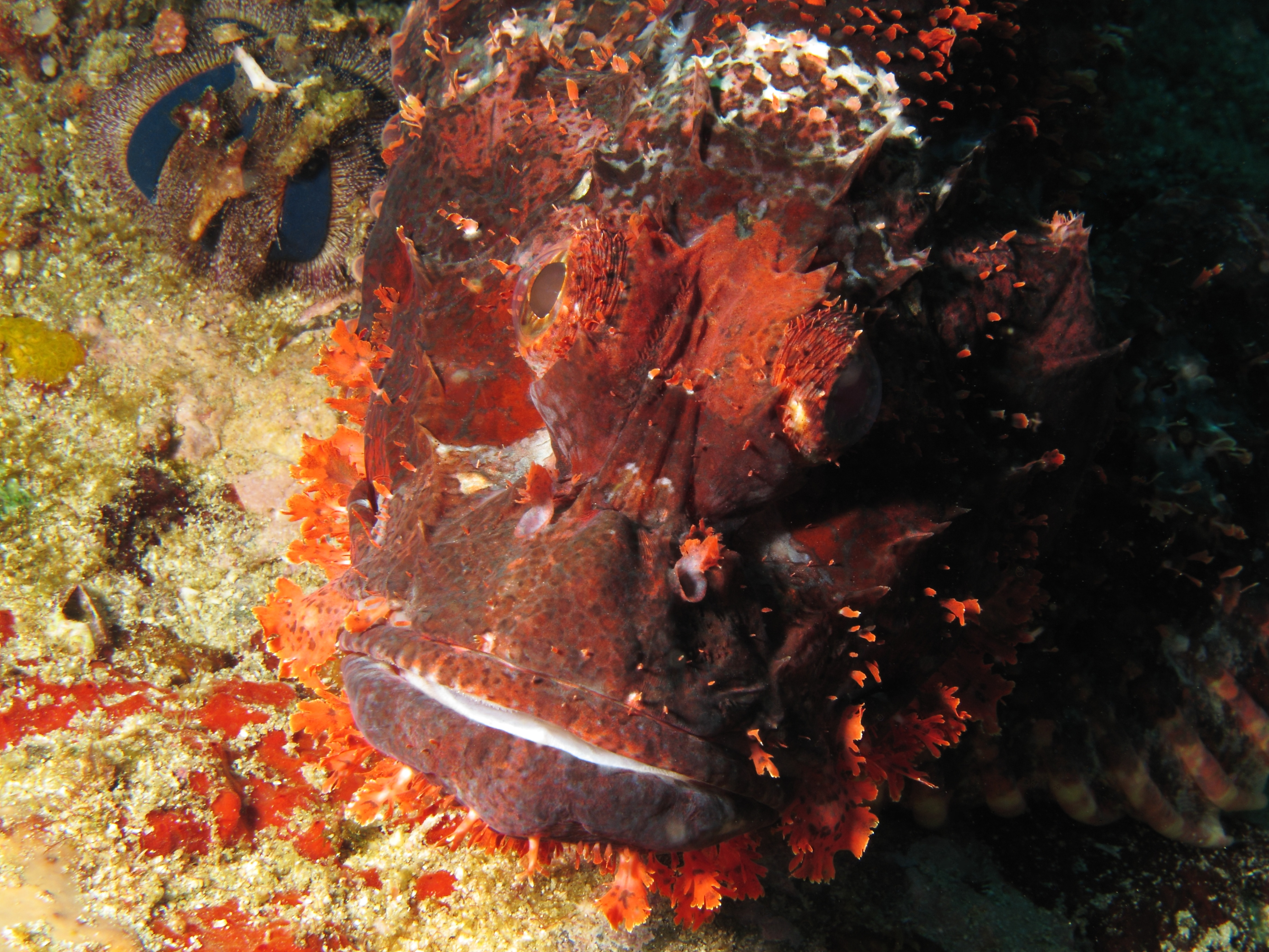
Top view of S. oxycephala (Komodo, Indonesia)

## 扩展阅读
- 維基物種上的相關：尖頭擬鮋